# Honors-Elitestudiengänge der Universität Regensburg
Die Honors-Elitestudiengänge sind eine seit 2004 bestehende spezielle Förderung für besonders begabte und leistungsbereite Studierende der Fakultät für Wirtschaftswissenschaften der Universität Regensburg in den Fächern Betriebswirtschaftslehre, (internationale) Volkswirtschaftslehre und Wirtschaftsinformatik. Die Studiengänge sind Teil des Elitenetzwerk Bayern.

## Lehre
Ziel der Studiengänge ist es, durch die Vermittlung von wissenschaftlich fundiertem und anwendungsorientiertem Wissen, die Studierenden schon frühzeitig auf Aufgaben von Führungskräften in Wirtschaft und Verwaltung vorzubereiten und an internationale Spitzenforschung heranzuführen. Hierzu offeriert das Programm Softskill-/Methodenkurse, Workshops, Fachvorträge, Exkursionen zu Unternehmen und Akademien.

### Bachelor
Das Honors-Bachelor-Programm bietet Bachelor-Studierenden bereits nach Abschluss der ersten Studienphase ab dem 4. Semester die Möglichkeit, Teil des Honors-Programms zu werden. Dabei absolvieren die Studierenden zusätzlich zum regulären Bachelorstudium ein Honors-Modul mit 20 ECTS bestehend aus einem Honors-Seminar, einem Honors-Projekt, einem Pflichtpraktikum, Exkursionen, Fachvorträgen und Workshops und erlangen bei erfolgreichem Abschluss den akademischen Grad „Bachelor of Science“ mit ausgewiesenem Honors-Modul, welcher auch die Zulassung zu den Master-Studiengängen ermöglicht.

### Master
Die Fakultät bietet ein umfangreiches Spektrum an Elite-Masterstudiengängen an. Neben den Inhalten der regulären Masterstudiengänge, absolvieren die Studierenden zusätzlich ein 24 ECTS umfassendes Honors-Modul. Dieses umfasst neben Akademien und Seminaren zu ausgewählten wissenschaftlichen Themen, Softskill- und Methodenkurse, ein Auslandssemester, soziale Projekte und Exkursionen zur Förderung des Austauschs mit wissenschaftlichen Einrichtungen und Unternehmen. Die Studierenden werden zudem im Rahmen eines Mentorenprogramms durch Professoren und Führungskräfte aus der Wirtschaft individuell betreut. Bei erfolgreichem Abschluss eines Honors-Masterstudiengangs erlangen die Studierenden den akademischen Grad „Master of Science with Honors“.

## Bewerbungsverfahren und Aufnahme
Die Bewerbung für das Honors-Programm im Bachelor erfolgt im dritten Fachsemester. Eine Aufnahme erfolgt dann im darauffolgenden Semester. Bewerbungen für die Honors-Masterstudiengänge sind zweimal jährlich jeweils bis spätestens 1. Juni für das Wintersemester und bis spätestens 1. Dezember für das Sommersemester möglich. Das Auswahlverfahren für das Honors-Programm erfolgt in zwei Stufen. Nach Prüfung der schriftlichen Bewerbungsunterlagen (Lebenslauf, Motivationsschreiben, Zeugnisse) wird die Entscheidung zur Aufnahme nach einem Auswahlgespräch mit dem Honors-Ausschuss getroffen.

## Kooperationen
Das Partnernetzwerk der Honors-Elitestudiengänge umschließt renommierte Unternehmen wie McKinsey, Siemens und KPMG. Die Unternehmen unterstützen Honors u. a. mit der Vergabe von Praktikaplätzen, der Organisation von Fachvorträgen und Exkursionen oder der Bereitstellung von finanziellen Mitteln. Im Gegenzug haben die Kooperationspartner die Möglichkeit, potenzielle Führungskräfte zu rekrutieren. Studienplätze werden auch an ausländischen Universitäten, wie der Wirtschaftsuniversität Prag, der Technischen Universität Peking oder der University of Colorado Boulder vergeben.